# عامل خون

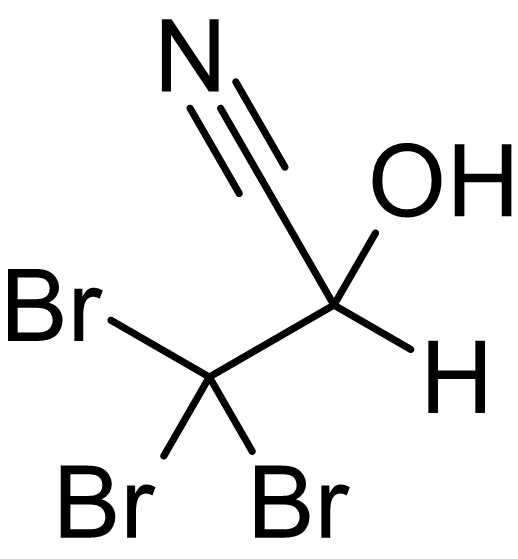
فورمول ترکیبات شیمیایی عامل خون

عامل خون (انگلیسی: Blood agent) به دسته‌ای از ترکیبات شیمیایی سمی گفته می‌شود که از طریق بلع یا تنفس وارد سیستم گردش خون شده و اثر مسمومیت خود را برجا می گذارد. این مواد که عمدتاً مشتقات سیانید و آرسنیک هستند در تولید تسلیحات شیمیایی کاربرد داشته و جز سموم مهلک به‌شمار می آیند.